# فلافيا إيبرهارد
فلافيا إيبرهارد هي عارضة برازيلية، ولدت في 2 سبتمبر 1976.